# 키스 리

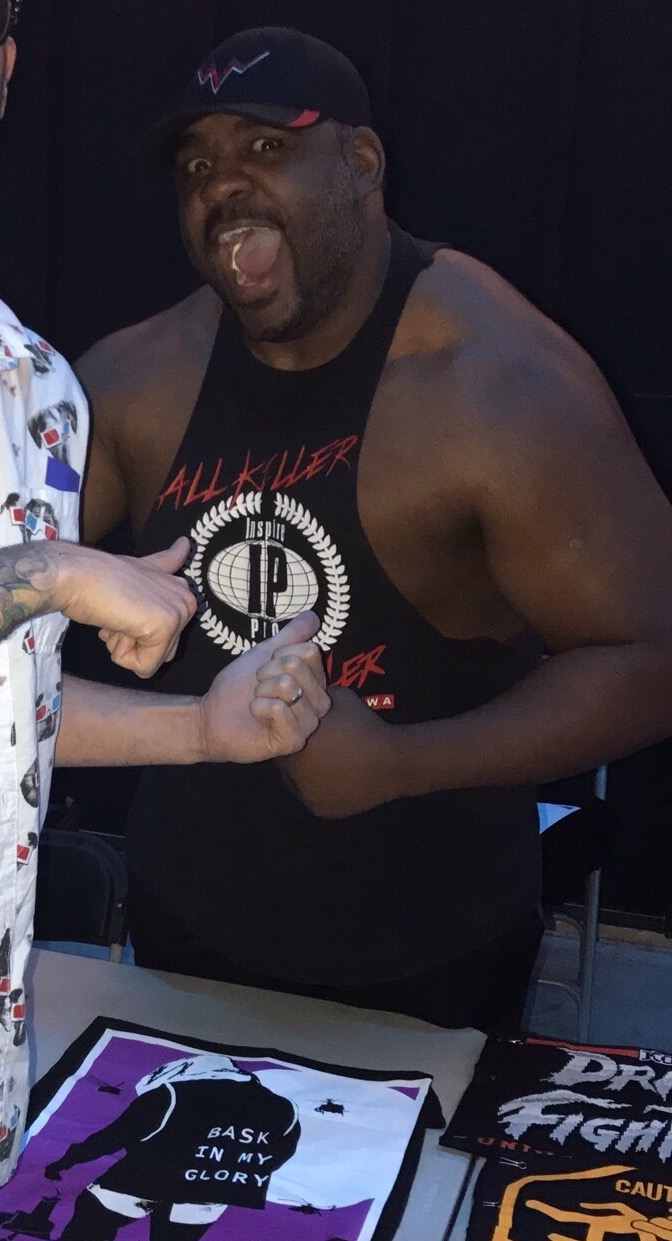

키스 베어 캣(Keith Bearcat Lee, 1980년 11월 8일 ~ )이는 미국의 남자 프로레슬링선수자 본명은 키스 리(Keith Lee)다. 지금 WWE 링네임이 키스 베어캣 리(Keith Bearcat Lee)다. 이전에 링네임은 케빈 페인(Kevin Paine)이라고 들었다고 한다. 지금 2022년 AEW에서 오자마자 링네임 키스 리(Keith Lee)라는 사용을 한다. 뚱뚱한 체격인데다 키는 189cm(6 ft 2 in)에다가 몸무게는 160kg(352 lb)이다. 피니쉬는 그라운드 제로(파이어맨즈 캐리 파워슬램), 스피릿 밤(싯아웃 팝-업 파워밤), 둠설트(다이빙 문설트)로 사용을 한다. 2005년 프로레슬링 입문하게 된다.

## Professional wrestling highlights
- Finishing moves
  - Doomsault (Diving moonsault)
  - Ground Zero/Super Nova/Big Bang Catastrophe (Fireman's carry powerslam)
  - Spirit Bomb (Sitout pop-up powerbomb)
- Signature moves
  - Delayed reverse STO
  - Diving corkscrew plancha
  - Grizzly Magnum (Mongolian chop)
  - Jumping somersault senton
  - Multiple suplex variations
    - Belly-to-belly
    - German
    - Overhead belly-to-belly
    - Vertical

  - Rolling elbow smash
  - Running front dropkick
  - Side slam backbreaker
  - Spinning right-handed knockout hook
  - The Pounce (Running shoulder block)
  - Tope con Hilo (Over the top rope somersault plancha)
- Nicknames
  - "Blackzilla"
  - "Friendly Fellow"
  - "Limitless"
- Entrance themes
  - "Ground Zero" by Keith Lee (Evolve/wXw; 2017-2018)
  - "Triumph of the Immaculate" by Simon Tew and Runone et Kate Robinson (WWE NXT; 2018-2019)
  - "Limitless" by CFO$ (WWE NXT; 2019-2020)
  - "First of My Kind by	Def Rebel (WWE: 2020)
  - "Born to Bring It" by Def Rebel (WWE; 2020-2021)
  - "I Am" by Mikey Rukus (AEW; 2022-present)

## 수상
- 인스파이어 프로 퓨 프레스티즈 챔피언 (1회)
- NAWA 태그팀 챔피언 (1회) - 리 팽
- PWG 월드 챔피언 (1회)
- 랭크드 넘버 59 오브 더 탑 500 싱글즈 레슬링 인 더 PWI 500 인 2018
- 랭크드 넘버 10 오브 더 10 베스트 메일 레슬링 오브 2017
- VIP 헤비웨이트 챔피언 (1회)
- VIP 태그팀 챔피언 (1회) - 쉐이인 테이일러
- WWE NXT 챔피언 (1회)
- WWE NXT 노스 아메리칸 챔피언 (1회)
- WWE NXT 이열 엔드 어워드 (1회)
  - 브레이카우트 스타 오브 더 이열 (2019)
- WWN 챔피언 (1회)
- XCW 헤비웨이트 챔피언 (1회)
- XCW 티엔티 챔피언 (1회)
- AEW 월드 태그팀 챔피언 (1회) - 스워브 스트릭랜드